# 53e groupe de reconnaissance de division d'infanterie
Le 53e groupe de reconnaissance de division d'infanterie (53e GRDI) est une unité de l'armée française créée en 1939 et rattachée à la 66e division d'infanterie.

## Historique
Il est créé le 4 septembre 1939 par le centre mobilisateur de cavalerie no 16 de Carcassonne. 
Il stationne dans les Alpes en Maurienne en mai - juin 1940 et n'aura pas l'occasion de combattre. Il sera dissous le 24 juin 1940.

## Ordre de bataille
- Commandant : Chef d'escadron Pougin de la Maisonneuve[1]
- Adjoint : capitaine Lorgeril puis lieutenant Guiraud[1]
- Escadron Hors Rang : capitaine Rouanet[1]
- Escadron Hippomobile : lieutenant Pont[1]
- Escadron motorisé : capitaine Mazin[1]
- Escadron de mitrailleuses et de canons de 25 antichar : Capitaine de Mauleon  puis lieutenant Bellefon[1]